# 이상돈 (1951년)
이상돈(李相敦, 1951년 12월 4일 ~ )은 대한민국의 법학자 겸 대학 교수이자 제20대 국회의원이다.

## 생애
화가 고희동 화백의 외손자이다. 1951년 12월 4일 한국 전쟁 중에 부산 피난 시절 태어났다.
서울수송초등학교, 경기중학교, 경기고등학교를 졸업했다. 서울대학교 법과대학을 나온 그는 동 대학원에서 법학 석사 학위를 취득한 뒤, 1976년 2월 해군으로 임관하여 1979년 7월까지 복무하였다. 1980년 5월 튤레인 대학교에서 법학 석사 학위를 받았고 1981년 5월 마이애미 대학에서 비교법학 석사 학위를 받았으며 1983년 툴레인 대학교에서 '해저석유개발에서 발생하는 해양오염의 법적 문제'로 법학 박사 학위를 받았다.
중앙대학교 법과대학 교수로 재직하였고, 2001년부터 2003년까지 법대 학장을 지냈다. 주로 월간조선, 조선일보에 프랭클린 루스벨트, 지미 카터, 존 F. 케네디 등을 사회주의자로 묘사하는 미국 공화당 인사들의 번역서를 소개하고, 386세대 정치인을 비판하는 칼럼을 기고했다.
새누리당 비상대책위원, 정치 쇄신 특별 위원 등을 지냈다.
2016년 2월 17일 20대 총선을 앞두고 새누리당을 탈당한 뒤, 국민의당에 공동선거대책위원장 (김한길, 이상돈) 자격으로 입당하였다. 국민의당 비례대표로 제20대 국회의원이 되었다.

## 경력
- 1983.09 ~ 1988.02 중앙대학교 조교수
- 1988.03 ~ 1993.02 중앙대학교 부교수
- 1993.03 ~ 2013.02 중앙대학교 법과대학 교수
- 1995.09 ~ 1995.12 미국 로욜라대학교 로스쿨 객원교수
- 1995.09 ~ 2003.12 조선일보 비상임 논설위원
- 2001.12 ~ 2003.02 중앙대학교 법과대학 학장
- 2007.07 ~ 2009.02 중앙대학교 법학연구소 소장
- 중앙대학교 법과대학 명예교수
- 2016.02 ~ 2016.04 국민의당 선거대책위원회 공동위원장
- 2016.03 ~ 2016.05 국민의당 최고위원
- 2016.05 ~ 2020.05 제20대 국회의원 (비례대표, 국민의당→바른미래당→민생당)
  - 2016.06 ~ 2018.05 제20대 국회 전반기 환경노동위원회 위원
  - 2016.12 ~ 2017.12 제20대 국회 헌법개정특별위원회 위원
  - 2017.05 ~ 2017.09 제20대 국회 헌법재판소장(김이수) 임명동의에 관한 인사청문특별위원회 간사
  - 2018.07 ~ 2020.05 제20대 국회 후반기 환경노동위원회 위원
- 2017.08 국민의당 전당대회 의장
- 2018.03 ~ 2018.08 민주평화당 민주평화연구원장
- 2021.02 ~ 2021.11 : 국회 국민통합위원회 정치분과위원

## 저서
- 《세계의 트렌드를 읽는 100권의 책》. 기파랑. 2006년 3월. ISBN 9788991965942
- 《비판적 보수주의자 이상돈이 본 위기에 처한 대한민국 》. 경덕출판사. 2007년 7월. ISBN 9788991197435

## 발언
자신의 홈페이지에 "검찰의 PD수첩 PD기소는 명분이 없다"<2008년 7월 2일>, "노무현의 사립학교법 개정에 반대해 한나라당 국회의원들과 함께 장외 집회에 참여한 내가 촛불 집회에 참여한 청년들을 비판할 자격이 되나 의문이다"<2008년 7월 18일>, "일본의 독도 침탈 야욕을 모르는 이명박 대통령에게 절망감을 느낀다"<2008년 7월 26일> 등 이명박 정권을 비판하는 내용의 칼럼을 올렸다.

## 같이 보기
- 이회창
- 송복
- 김대중
- 조갑제
- 전원책
- 서정갑
- 류근일
- 홍일식
- 이도형
- 김성욱
- 박홍

## 역대 선거 결과
| 실시년도 | 선거   | 대수 | 직책     | 선거구   | 정당     | 득표수       | 득표율          | 순위         | 당락 | 비고 |
| -------- | ------ | ---- | -------- | -------- | -------- | ------------ | --------------- | ------------ | ---- | ---- |
| 2016년   | 총선   | 20대 | 국회의원 | 비례대표 | 국민의당 | 6,355,572 표 | \| \| 26.74% \| | 비례대표 4번 |      | 초선 |
|          | 26.74% |      |          |          |          |              |                 |              |      |      |

## 같이 보기
- 대한민국 제20대 국회의원 선거 국민의당 후보 목록#비례대표